# Waldshuterkrieg
Der Waldshuterkrieg (auch Schaffhauserkrieg) war Teil der kriegerischen Auseinandersetzungen im Jahre 1468 zwischen dem Adel im Sundgau, Breisgau, Klettgau und Hegau und den österreichischen Vorlanden unter dem Habsburger Herzog Siegmund von Österreich-Tirol einerseits und den acht Orten der alten Eidgenossenschaft, sowie einigen dieser zugewandten Orten andererseits. Schwerpunkt der Kämpfe war Waldshut, das belagert und teilweise zerstört wurde.

## Vorgeschichte
In der zweiten Hälfte des 15. Jahrhunderts kam es immer häufiger zu Auseinandersetzungen zwischen adeligen Gefolgsleuten der Habsburger und den Städten im süddeutschen Raum. Die Adligen waren vielfach zu Raubrittern herabgesunken und überfielen immer öfter die städtischen Kaufleute. Die Eidgenossen versuchten, diese Differenzen zur Ausdehnung ihrer Macht nördlich des Rheins zu nutzen. Sie schlossen Schutzbündnisse mit den Städten Schaffhausen (1454), Rottweil (1463) und Mülhausen (1466). Zwei Ereignisse führten zur Eskalation des Konflikts.

### Konfliktherd Schaffhausen
Die Stadt Schaffhausen hatte am 1. Juni 1454 auf 25 Jahre ein Bündnis mit den eidgenössischen Orten Zürich, Bern, Luzern, Schwyz, Zug und Glarus abgeschlossen, nachdem Bilgeri von Heudorf Schaffhausen wieder den Habsburgern unterwerfen wollte. Bilgeri führte seine Fehde gegen Schaffhausen weiter.
Zur Eskalation kam es 1467, als Bilgeri von Heudorf den Schaffhauser Bürgermeister Hans Amstad bei Anselfingen gefangen nahm und erst nach Zahlung eines Lösegeldes von 1800 Gulden wieder freiliess. Die Eidgenossen legten Truppen zur Verstärkung nach Schaffhausen, und ein Trupp Unterwaldner, unter ihrem Hauptmann Kaspar Koller, unternahm einen Raubzug durch den Klettgau.

### Konfliktherd Mülhausen
Die Stadt Mülhausen hatte am 17. Juni 1466 mit Bern und Solothurn auf 25 Jahre ein Bündnis geschlossen. Das vom Adel in einem nicht erklärten Kleinkrieg stark bedrängte Mülhausen wollte eine militärische Entscheidung und ging im Vertrauen auf seinen Bündnisvertrag in die Offensive. Mülhauser Truppen überfielen im April 1468 die dem Adel gehörigen Dörfer Rixheim und Sausheim. Die vorderösterreichischen Stände wollten diesen Übergriff ahnden, zogen am 15. Mai 1468 mit 4000 Mann vor Mülhausen und verheerten dessen Umgebung. Am 18. Juni erfolgte die Kriegserklärung von Bern, Solothurn und Freiburg im Üechtland an Herzog Siegmund – die Kriegserklärungen der anderen eidgenössischen Orte folgten alsbald.

### Sundgauerzug

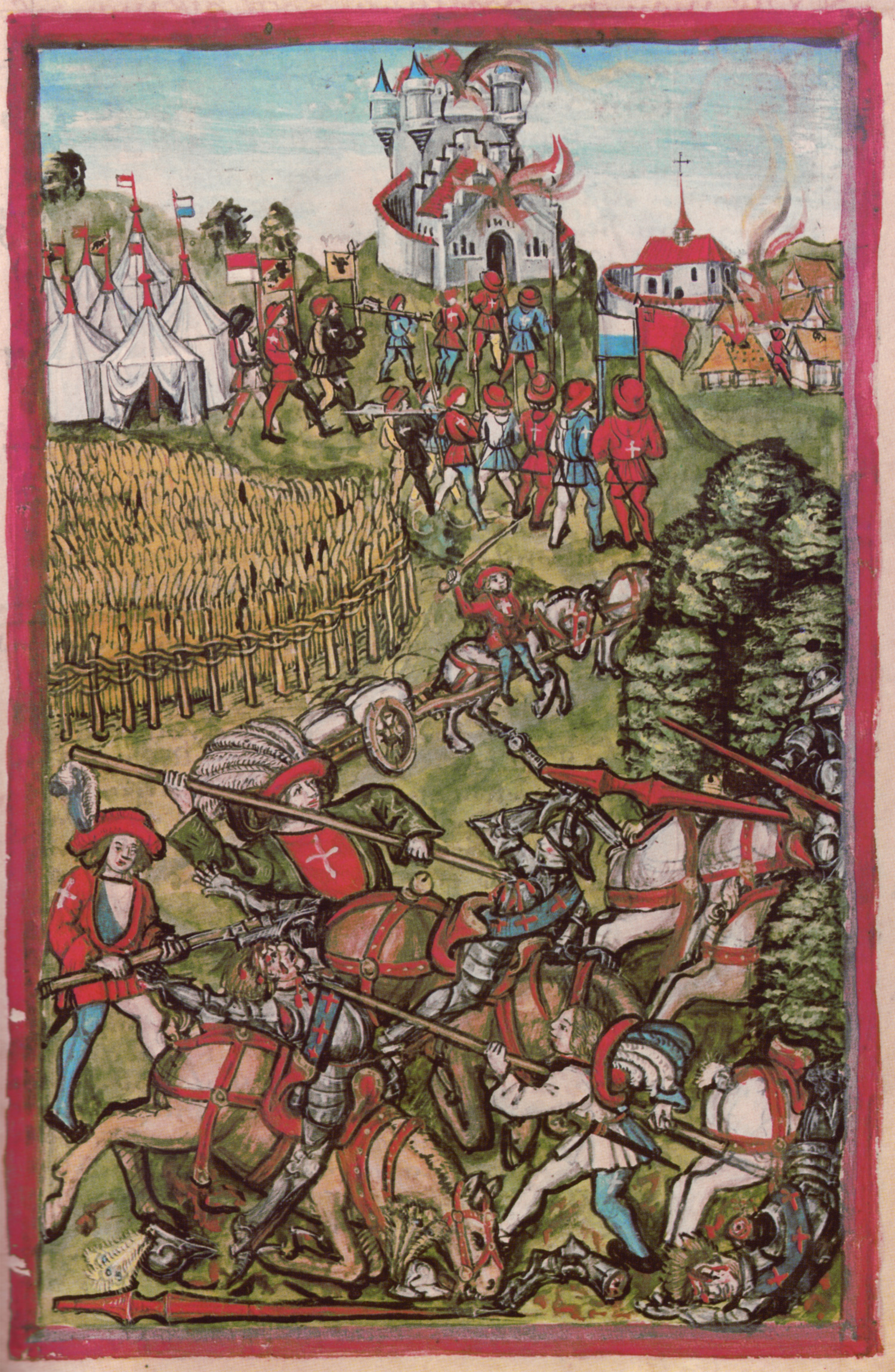
Ein Proviantwagen der Eidgenossen wird von vorderösterreichischen Rittern angegriffen. Darstellung in Diebold Schillings Luzerner Chronik.

Am 25. Juni fielen die Berner und Solothurner von Basel her im Sundgau ein, zogen über Blotzheim, Bartenheim und Habsheim Richtung Mülhausen und hinterliessen eine Spur der Zerstörung. Dieser ersten Kolonne folgten die Zürcher und Schwyzer. Die Truppen aus den Innerschweizer Orten zogen durch die Ortschaften am linken Rheinufer auf Mülhausen. Am 6. Juli trafen die drei Kolonnen der Schweizer zwischen Thann und Mülhausen auf dem Ochsenfeld zusammen und erwarteten die vorderösterreichischen Truppen zur offenen Feldschlacht – diese stellten sich jedoch nicht. Nachdem die Habsburger und ihre Verbündeten im Sundgau auf dem Ochsenfeld eine offene Feldschlacht nicht angenommen hatten, versuchten die Eidgenossen, die Stadt Thann einzunehmen. Gleichzeitig wurde ein Trupp von 1000 Mann über Wehr und Tiengen nach Schaffhausen entsandt. Am 16. Juli 1468 zogen sich die Eidgenossen über Basel wieder aus dem Sundgau zurück, und so endete der Sundgauerzug oder Mülhauserkrieg, und das Kriegsgeschehen verlagerte sich nach Osten.

## Die Kriegsparteien

### Die Habsburger, der Adel und die Reichsstände
Zur Verteidigung der Stadt Waldshut waren etwa 800 Mann verfügbar. Die Leitung hatte Werner von Schienen (1410–1496). Zu den Verteidigern gehörten auch Wilhelm Herter von Hertneck und Bilgeri von Heudorf. Der örtliche Adel hatte sich schon beim ersten Einfall der Eidgenossen in den Klettgau nach Waldshut geflüchtet. Die vorderösterreichischen Städte Breisach, Neuenburg am Rhein und Freiburg im Breisgau hatten Hilfstrupps entsandt.
Waldshut war von einer Ringmauer mit fünf Türmen umgeben, der ein tiefer Wallgraben und teilweise der Rhein vorgelagert war.
Die Breisgauer Ritterschaft besetzte den Hochrhein zwischen Rheinfelden und Laufenburg, und Aufgebote aus dem vorderösterreichischen Breisgau besetzten den Schwarzwald, um zu verhindern, dass sich die Schwarzwälder den Eidgenossen anschlossen. Hier setzte Herzog Siegmund auch böhmische Truppen ein. Über die Gesamtzahl der von Siegmund im Waldshuterkrieg eingesetzten Verbände gibt es keine zuverlässigen Angaben, sie überstieg aber jene der direkt in Waldshut liegenden Verteidiger deutlich.
Markgraf Karl I. von Baden fürchtete, die Eidgenossen könnten von Mülhausen her die 1415 an das Stammhaus Baden zurückgefallene Markgrafschaft Baden-Hachberg angreifen und stellte ebenfalls Truppen zur Besetzung der anderen Waldstädte. Graf Ulrich V. von Württemberg rüstete ebenfalls, nachdem das Gerücht umgegangen war, die Eidgenossen wollten Villingen belagern. Der Bayern-Herzog Ludwig der Reiche hatte Herzog Siegmund Hilfe und Vermittlung angeboten.
Ein grösserer Einfall und die Besetzung des Schwarzwaldes hätte wohl die süddeutschen Fürsten auf den Plan gerufen, die bei der Bedrohung der Grenzstadt Waldshut nur wenig Lust auf tatkräftige Hilfe zeigten.

### Die Eidgenossen und die zugewandten Orte

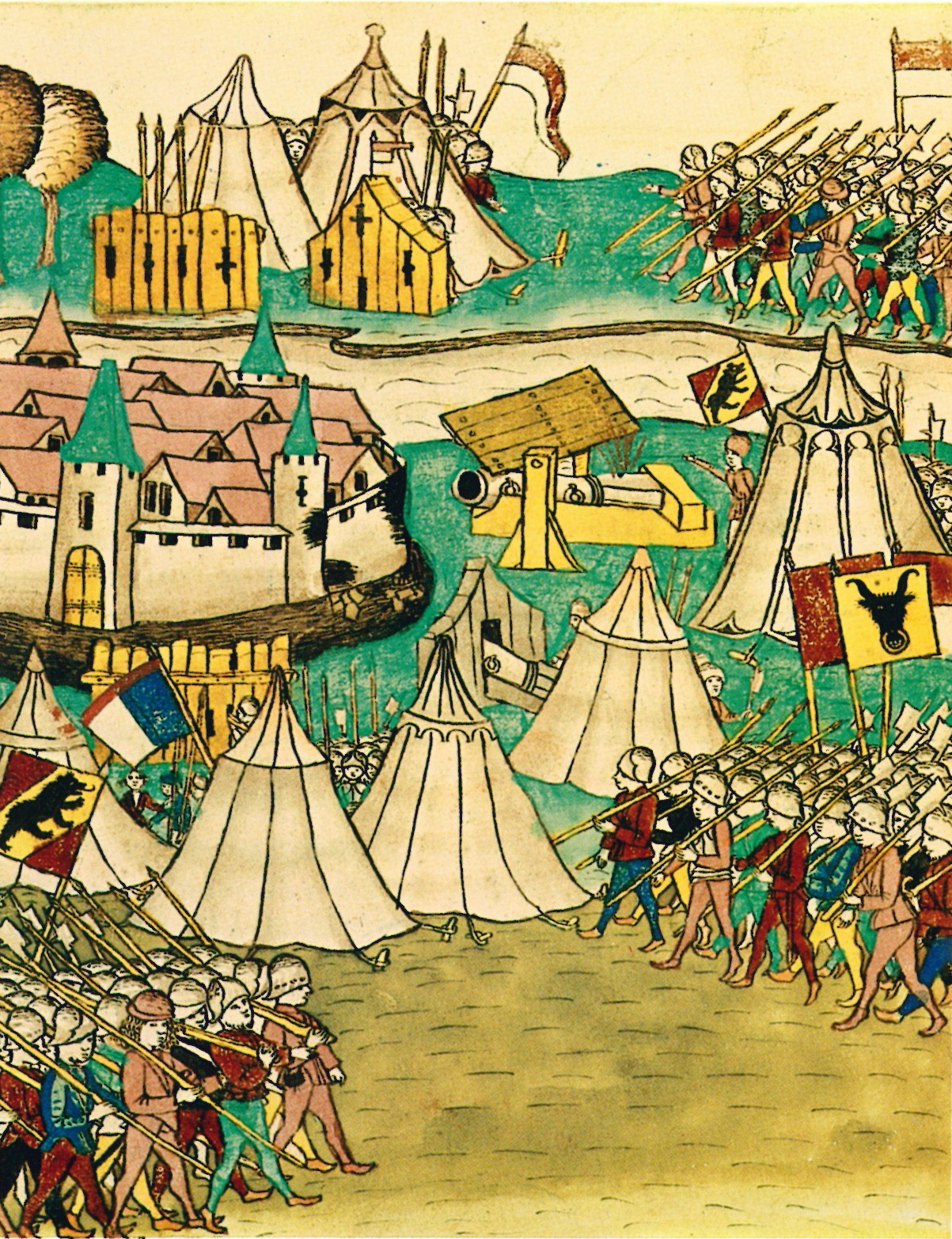
Ankunft der verstärkten Berner Truppen vor der belagerten Stadt Waldshut

Die Bündnisse mit Mülhausen und Schaffhausen waren nur von einer Anzahl von Orten der alten Eidgenossenschaft der VIII Orte eingegangen worden. In den Krieg gegen Herzog Siegmund zogen jedoch alle acht Orte und zudem eine Anzahl zugewandter Orte, und sogar der Abt von St. Gallen stellte Truppen. Einen Oberbefehlshaber hatten die Eidgenossen nicht, sondern der Rat der Hauptleute musste die Entscheidungen treffen. Die Hauptleute der verschiedenen Orte standen zudem im Schriftverkehr mit ihren Heimatorten und mussten teilweise von diesen wieder Genehmigungen einholen. Allerdings galt der Hauptmann der Zürcher als erster Hauptmann, der die Beratungen einberief.
Die Zürcher wurden von Eberhard Ottikon angeführt. Einer der Hauptleute im Zürcher Kontingent war der spätere Bürgermeister und Heerführer Hans Waldmann. Der Chronist Petermann Etterlin war unter den Luzerner Truppen. Die Berner wurden von Petermann von Wabern, Niklaus von Scharnachthal und Niklaus von Diesbach angeführt.
Die Gesamtzahl von 16 000 Mann erreichte das Belagerungsheer erst gegen Ende der Belagerung, nachdem neue Zuzüge aus den Heimatorten angefordert und eingetroffen waren. Die Raubzüge in den Schwarzwald und die Absicherung der Belagerung gegen Entsatz absorbierten einen Teil der Kräfte.
Auf dem Rhein vor Waldshut hatte Bern zwei Schiffe und Luzern ein Schiff im Einsatz, von denen aus die Stadt beschossen wurde.

## Verlauf
Während die Hauptmacht der Eidgenossen noch im Sundgau stand, sandten sie auch 2 000 Mann Verstärkung nach Schaffhausen. Von dort zogen sie unter dem Zürcher Hauptmann Felix Keller seit dem 27. Juni 1468 plündernd durch den Klettgau und nahmen am 29. Juni Erzingen ein.

### Einfall in den Schwarzwald
Am 6. Juli erfolgte der nächste Raubzug der Eidgenossen in den Schwarzwald, wobei das Kloster St. Blasien wegen seiner Treue zu den Habsburgern das Ziel war. In Bürglen und Indlekofen wurden Güter des Klosters geplündert. Bei Remetschwiel trafen sie auf die Letze, die durch Hauensteiner Bauern verteidigt wurde. Nachdem sie diese Verteidigungslinie am 7. Juli mit den beiden Kolonnen von Schaffhausen und aus dem Sundgau genommen hatten, stand ihnen der Weg nach St. Blasien offen. Bei Häusern kam ihnen Abt Christoph von Greuth entgegen und konnte gegen eine Zahlung von 1500 Gulden die Eindringlinge zur Umkehr veranlassen. Auf ihrem Rückweg brannten sie Waldkirch nieder und besetzten Tiengen – ein Lehen des Hochstifts Konstanz an Bilgeri von Heudorf – mit 600 Mann.
Der österreichische Hofmeister Jakob Trapp ersuchte aus Sankt Blasien die Stadt Freiburg um weiteren Zuzug und sprach die Befürchtung aus, dass der ganze Wald schweizerisch werden wolle.

### Die Belagerung von Waldshut

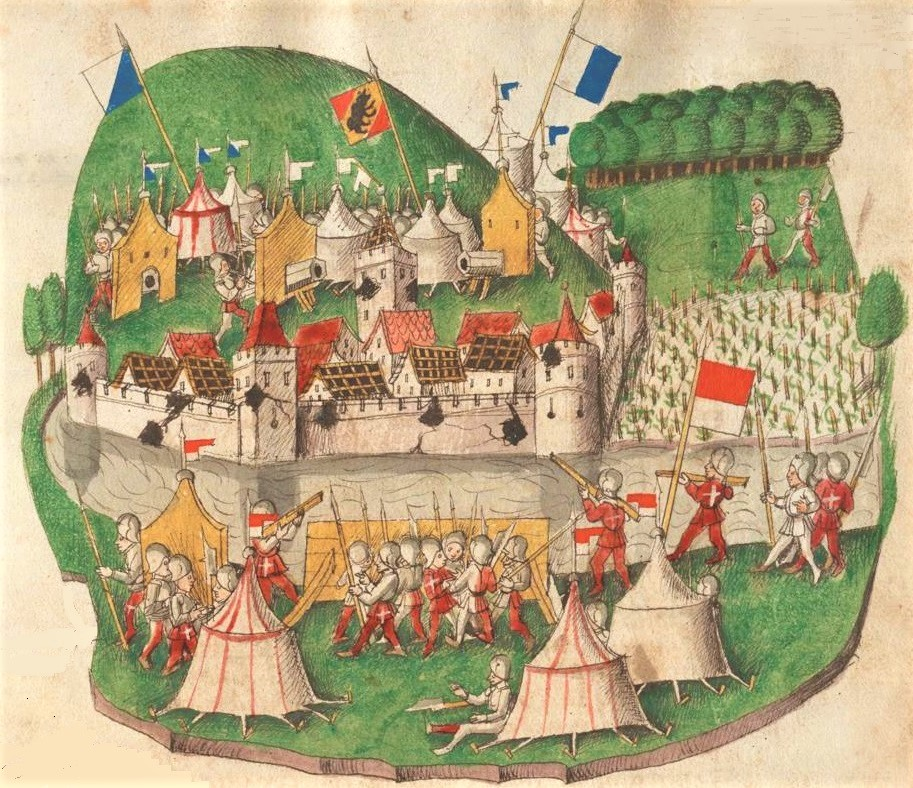
Die Eidgenossen belagern Waldshut (in der Tschachtlan Chronik von 1470)

Am 19. Juli waren bedeutende Truppenteile der Eidgenossen aus dem Sundgauerzug auf dem Rafzerfeld versammelt. Am 20. Juli beschlossen die Eidgenossen auf einer Tagsatzung in Luzern, mit den Stimmen von Uri, Schwyz, Unterwalden, Zug, Glarus und Schaffhausen, den Kriegszug auf Waldshut. Als erste trafen am 22. Juli die Luzerner mit jenen von Glarus, Schwyz und Zug am südlichen Rheinufer vor Waldshut ein und die Zürcher und Schaffhauser rückten von Tiengen aus – wo sie bereits seit dem 20. Juli lagen – auf Waldshut vor. Die übrigen Truppen und vor allem die grossen Hauptbüchsen der Zürcher und Berner zur Beschiessung der Stadtmauern kamen nach und nach, so dass die erste Kanonade der Stadt für den 29. Juli angenommen wird. Während der Belagerung sollen etwa 280 schwere Steinkugeln auf die Stadt und ihre Befestigungen abgeschossen worden sein und zudem 248 kleinere aus Mörsern. Auch die Mühlen der Stadt wurden durch den Beschuss zerstört, was die Bewohner durch den Bau und Betrieb von Tretmühlen ausglichen. Da die Belagerer auch die Wasserzuflüsse zur Stadt umgeleitet hatten und das Schöpfen von Wasser aus dem Rhein wegen des feindlichen Feuers gefährlich war, wurde beim Rheintor ein Brunnen gegraben.
Der herzogliche Hofmeister Jakob Trapp organisierte zwei Versuche, die Stadt mit Munition und Proviant zu versorgen. In der Nacht vom 3. auf den 4. August wurde von Laufenburg aus eine Truppe von 1200 Mann aufgestellt, die auf der linken Rheinseite bis Full zogen und versuchten, von dort über den Rhein in die Stadt zu kommen. Obwohl der eidgenössische Belagerungsring hier nur schwach besetzt war, misslang der Versuch weitgehend – nur 200 Mann erreichten die Stadt mit etwas Nachschub. Der zweite Versuch auf demselben Wege vom 8. auf den 9. August schlug völlig fehl, da die Schweizer inzwischen ihre Mannschaft hier auf 400 Mann verstärkt hatten. Auch die Besatzung der Stadt blieb nicht passiv und machte mehrfach Ausfälle, bei denen die Belagerer Verluste hinnehmen mussten.
Der Landvogt, Thüring III. von Hallwyl, hatte in Laufenburg sein Hauptquartier aufgeschlagen, und zwischen Albbruck und Dogern war eine befestigte Stellung mit 1300 Mann besetzt worden. Im Raum St. Blasien hatte Sigismund etwa 1500 Mann böhmischer Truppen zusammengezogen, die jedoch nie wirksam in den Kampf eingriffen.
Aufgrund der Nachrichten über die vorderösterreichischen Truppen und Gerüchten über einen grösseren Zuzug unter Herzog Siegmund forderten die Eidgenossen am 10. August von ihren Heimatorten weiteren Zuzug an, der auch kam und nun die Gesamtzahl des Belagerungsheeres auf 16000 Mann brachte.
Die Versorgungslage in der Stadt verschlechterte sich zunehmend; die Stadtbefestigungen waren durch den dauernden Beschuss stark beschädigt und die Habsburger und der Adel waren nicht bereit oder in der Lage, einen entschiedenen Vorstoß zur Befreiung der Stadt zu wagen.
Am 17. August planten die Eidgenossen den Sturm auf die Stadt der am 19. August stattfinden sollte. Gleichzeitig liefen jedoch schon Friedensverhandlungen. Der Sturm wurde verschoben, wobei es im Lager der Schweizer zu schwerwiegenden Differenzen zwischen Zürich und Bern kam.
Am 21. August machten Luzerner mit Unterstützung von Schwyz, Glarus und Appenzell einen Raubzug nach Bonndorf im Schwarzwald, das dabei niedergebrannt wurde. Auf dem Rückzug wurde dieser Trupp von Einheiten Siegmunds angegriffen und konnte nur durch Hilfe von Zürich und Zug seine Beute (u. a. 400 Stück Vieh) ins Lager bringen. Am 24. August kam es noch zu Kämpfen bei der Albbrucker Schanze.

#### Warum die Eidgenossen Waldshut nicht stürmten
Die Interessen der Zürcher Kaufleute reichten bis Waldshut, und es gab auch familiäre Verbindungen. Formal argumentierten die Zürcher, dass ein Sturm auf die Stadt nur mit hohen eigenen Verlusten möglich sei. Politisch war Zürich nicht daran interessiert, den Bernern über die eroberte Stadt Waldshut Einfluss in dieser Region einzuräumen. Zürich wurde von den Ost- und Innerschweizer Orten unterstützt; Bern durch Solothurn und Luzern. So bewirkten die Rivalitäten im eidgenössischen Lager den Abbruch der Belagerung.

#### Die Legende von der Täuschung der Belagerer
Der Volksmund erklärte sich das zögerliche Verhalten der Eidgenossen mit einem Trick, den die Belagerten angewandt haben sollen: die Vorführung eines gemästeten Schafbocks durch die Waldshuter Besatzung auf den Stadtmauern, um über die katastrophale Ernährungslage hinwegzutäuschen. In einer anderen Variante der Legende haben die jungen Gesellen den Bock gar über die Mauer ins eidgenössische Lager geworfen, um sie höhnisch am Überfluss teilhaben zu lassen. Damit habe man die Belagerer getäuscht und die Bereitschaft zum Abbruch der Belagerung erreicht. Die Grundzüge dieser Legende finden sich in Erzählungen aus verschiedenen Gegenden. Die glückliche Beendigung der Belagerung wird jährlich im August mit der Waldshuter Chilbi gefeiert. Dazu findet eine Bocktaufe und später die Verlosung des Bockes statt.

## Der Friedensvertrag und die Folgen

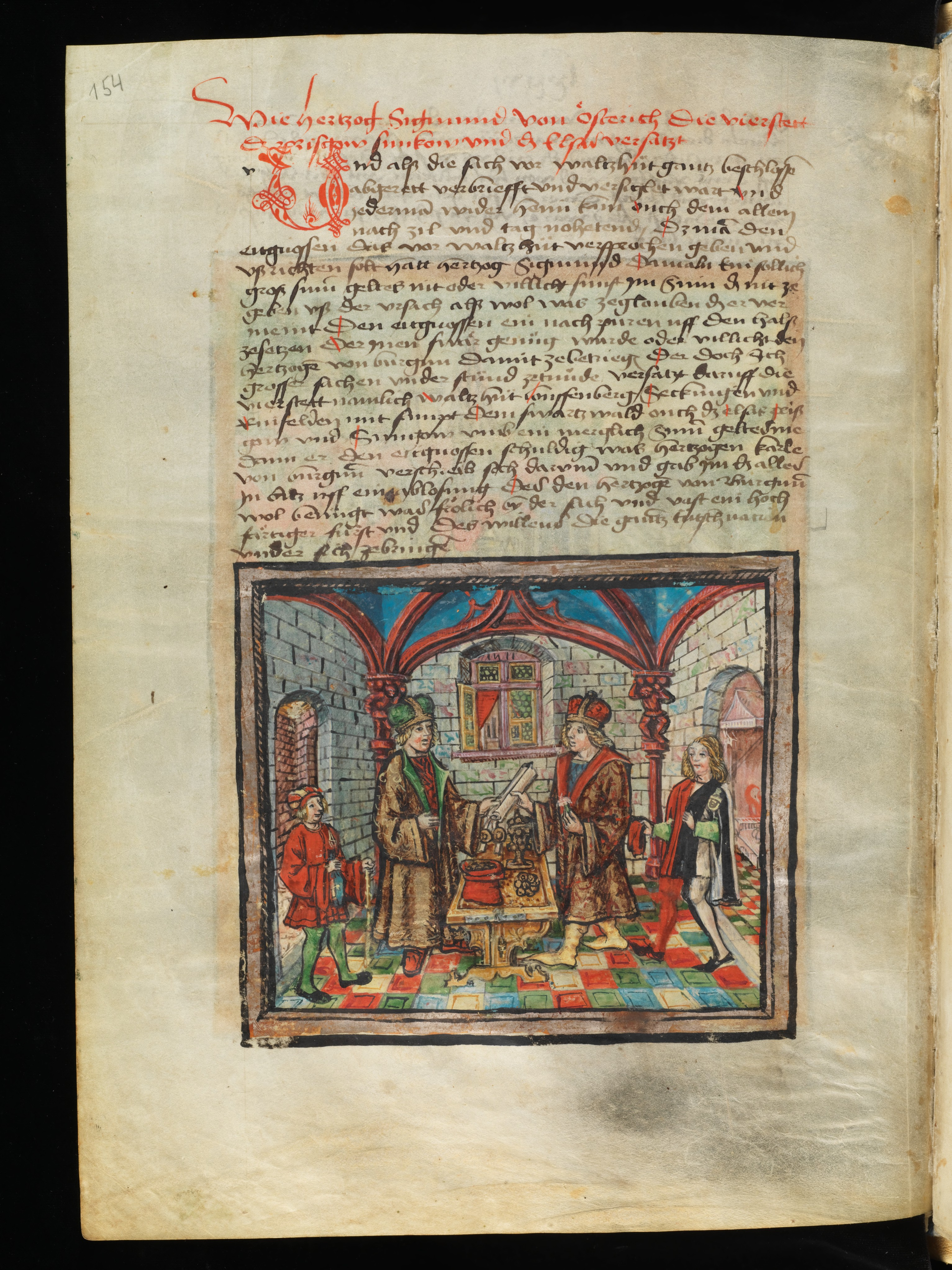
Verpfändung des Breisgau, des Sundgaus und des Elsaß durch Herzog Sigmund von Österreich an Herzog Karl von Burgund am 9. Mai 1469

Insbesondere die Stadt Basel, durch ihren Bürgermeister Peter Rot und die Fürstbischöfe von Basel, Johann V. von Venningen, und Konstanz, Hermann III. von Breitenlandenberg, bemühten sich um eine Friedensvermittlung zwischen den Eidgenossen und den Habsburgern. Auch Räte des Herzogs Ludwig von Bayern und des Markgrafen Rudolf von Hachberg-Sausenberg – für den Hans von Flachslanden am Tisch sass – bemühten sich um eine Vermittlung. Am 14. August 1468 nahmen die Vermittler Kontakt mit den eidgenössischen Hauptleuten auf, und am 16. August begannen in Dogern die Friedensverhandlungen, wo am 27. August der Friedensvertrag (die sogenannte Waldshuter Richtung) unterzeichnet wurde. In diesem Vertrag verpflichtete sich Herzog Siegmund von Österreich-Tirol, bis zum 24. Juni 1469 eine Kriegsentschädigung von 10 000 Gulden zu bezahlen. Als Sicherheit diente den Eidgenossen Waldshut und der vorderösterreichische Schwarzwald. Der Waldshuterkrieg hatte fast keine territorialen Veränderungen zur Folge. Einzige Ausnahme war die Herrschaft Wessenberg südlich des Rheins mit den Dörfern Hottwil und Mandach, die von Bern erobert und der Landvogtei Schenkenberg angefügt wurde.
Die Belagerung wurde am 28. August aufgehoben. Herzog Siegmund lieh sich vom Herzog von Burgund, Karl dem Kühnen, im Vertrag von Saint-Omer 50 000 Gulden, wofür er die österreichischen Vorlande im Breisgau und Oberelsass verpfändete. Zunächst übernahm eine Kommission unter Leitung des Markgrafen Rudolf von Hachberg-Sausenberg die Verwaltung und erstellte einen Bericht über den Zustand der Pfandlande. Der Burgunder setzte Peter von Hagenbach als Landvogt ein, der Im November sein Amt antrat. Siegmund zahlte den Eidgenossen die Kriegsentschädigung am 23. Juni 1469. Der Bürgermeister von Schaffhausen musste auf die ihm nach Vertrag ebenfalls zustehende Rückzahlung seines Lösegeldes von 1 800 Gulden allerdings bis 1476 warten. Kaiser Friedrich III., ein Vetter von Herzog Siegmund, erklärte den Frieden am 26. Mai 1469 für ungültig und verhängte am 31. August die Reichsacht über die Eidgenossen. Beides blieb jedoch ohne Folgen.
Waldshut selbst hatte zwar durch die Belagerung einen erheblichen Schaden erlitten, andererseits erneuerte Kaiser Friedrich III. am 21. November 1468 die Privilegien der Stadt, und am 24. Februar 1469 erhielt sie überdies das Recht eines Wasserzolls auf alle Einfuhren über die Flüsse Aare, Reuss und Limmat. Herzog Siegmund stellte der Stadt am 8. September 1468 einen sogenannten Schadlosbrief aus, d. h., er wollte ihr den durch die Belagerung entstandenen Schaden ersetzen, was er mit der pfandweisen Überlassung des Rechts auf den Straßenzoll erfüllte, so dass die Stadt sich alsbald wieder wirtschaftlich erholte.
Der französische König Ludwig XI. versuchte, sowohl die Eidgenossen als auch Herzog Siegmund für ein Bündnis gegen Burgund zu gewinnen, und vermittelte einen Frieden zwischen beiden – die Ewige Richtung. Nachdem Karl der Kühne 1477 in der Schlacht bei Nancy gefallen war, nahm Herzog Siegmund die verpfändeten Vorlande wieder in Besitz, ohne die 50 000 Gulden zurückzubezahlen.

## Gedenken
Zu den Verteidigern der Stadt gehörten auch die jungen Gesellen, deren Vereinigung die älteste noch heute bestehende Zunft Deutschlands – die Junggesellenschaft 1468 Waldshut – ist. Das Ende der Belagerung wird jährlich am dritten Sonntag im August mit der Waldshuter Chilbi gefeiert. Zum Gedenken an den Kommandeur der Verteidiger wurde in Waldshut eine Straße nach Werner von Schienen benannt.